# Thorsten Thunberg
Thorsten Thunberg, född 2 oktober 1921 i Södertälje, död 4 april 1975 i Södertälje, var en svensk målare och tecknare.
Han var son till författaren Ivar Thor Thunberg och Otti Maria Rimbert och från 1959 gift med sjuksköterskan Inga Margit Petersson. Efter avslutad skolgång praktiserade Thunberg först inom motorbransch en och påbörjade en ingenjörsutbildning innan han ändrade inriktning mot konsten. Han studerad vid Otte Skölds målarskola 1941–1942 och 1944–1945 och genom självstudier under resor till land annat Frankrike och Spanien. Han tilldelades Södertälje kommuns kulturstipendium 1963. Separat ställde han ut ett flertal gånger i Södertälje och på Galleri Prisma i Stockholm. Tillsammans med Stig Thiderman ställde han ut i Nyköping 1948 och tillsammans med Ragnar Lindström i Södertälje 1950 samt med Karl-Erik Lekeby i Haparanda 1957. Han medverkade i ett flertal Sörmlandssalonger på olika platser i Södermanland och flera utställningar med provinsiell konst i Södertälje och Eskilstuna. Hans konst består av stilleben och landskapsskildringar från Södertälje och Öland utförda i akvarell. Som tecknare utförde han illustrationer för Röster i radio och tidskriften Perspektiv samt illustrationer till bland annat Ivar Thor Thunbergs bok Teaterhandbok för amatörteater 1946. Thunberg är representerad vid Mariekällskolan i Södertälje. Han är begravd på Södertälje kyrkogård.